# دان ماسون
دان ماسون (بالإنجليزية: Dan Mason)‏ هو ممثل أمريكي، ولد في 9 فبراير 1857 في الولايات المتحدة، وتوفي بنفس المكان في 6 يوليو 1929.

## وصلات خارجية
- دان ماسون على موقع IMDb (الإنجليزية)
- دان ماسون على موقع قاعدة بيانات برودواي على الإنترنت (الإنجليزية)
- دان ماسون على موقع قاعدة بيانات الفيلم (الإنجليزية)